# Baku Cup
Baku Cup — жіночий тенісний турнір, що проводився в Баку (Азербайджан) на хардових кортах місцевої Тенісної академії між 2011 та 2015 роками. Від 2011 року належав до міжнародної серії WTA з призовим фондом 250 тисяч доларів і турнірній сіткою, розрахованою на 32 учасниці в одиночному розряді і 16 пар.

## Загальна інформація
Бакинський чемпіонат в рамках елітного жіночого протуру організовано напередодні сезону-2011, коли WTA передала місцевим організаторам ліцензію турніру в Порторожі, який мав фінансові проблеми. Як і словенський приз, чемпіонат в Азербайджані став проходити в липні - на самому початку літньої хардового серії, яка є підготовкою до Відкритого чемпіонату США. Змагання мало стабільне фінансування, але рік від року збирало досить слабкий склад і в підсумку, після сезону-2015 року, асоціація відмовилася від проведення Кубка Баку, передавши ліцензію турнірові в Наньчані, який раніше проводився в рамках серії WTA 125.
Переможниці та фіналістки
Змагання досить сильно змінювало свій склад рік від року, а основу учасниць чемпіонату становили зазвичай спортсменки з країн колишнього СРСР. За п'ять одиночних турнірів до титульного матчу дісталися дев'ять тенісисток, а єдина дворазова фіналістка - Еліна Світоліна - перемогла в обох цих матчах. У п'яти парних фіналах взяли участь 18 тенісисток, а обидві дворазові фіналістки - Олександра Панова і Маргарита Гаспарян, як і Світоліна, стали дворазовими чемпіонками. Гаспарян, при цьому, стала єдиною тенісисткою, якій підкорився і одиночний і парний приз, причому обидві свої перемоги росіянка здобула одного і того самого року.

## Фінали

### Одиночний розряд
| Рік  | Чемпіонка           | Фіналістка         | Рахунок       |
| ---- | ------------------- | ------------------ | ------------- |
| 2015 | Маргатита Гаспарян  | Патріція Марія Ціг | 6–3, 5–7, 6–0 |
| 2014 | Еліна Світоліна (2) | Бояна Йовановські  | 6–1, 7–6(7–2) |
| 2013 | Еліна Світоліна     | Шахар Пеєр         | 6–4, 6–4      |
| 2012 | Бояна Йовановські   | Джулія Коен        | 6–3, 6–1      |
| 2011 | Віра Звонарьова     | Ксенія Первак      | 6–1, 6–4      |

### Парний розряд
| Рік  | Чемпіонки                                | Фіналістки                         | Рахунок               |
| ---- | ---------------------------------------- | ---------------------------------- | --------------------- |
| 2015 | Маргатита Гаспарян Олександра Панова (2) | Віталія Дяченко Ольга Савчук       | 6–3, 7–5              |
| 2014 | Олександра Панова Гезер Вотсон           | Ралука Олару Шахар Пеєр            | 6–2, 7–6(7–3)         |
| 2013 | Ірина Бурячок (2) Оксана Калашнікова     | Елені Даніліду Александра Крунич   | 4–6, 7–6(7–3), [10–4] |
| 2012 | Ірина Бурячок Валерія Соловйова          | Ева Бірнерова Альберта Бріянті     | 6–3, 6–2              |
| 2011 | Марія Коритцева Тетяна Пучек             | Моніка Нікулеску Галина Воскобоєва | 6–3, 2–6, [10–8]      |